# هسا کوثر

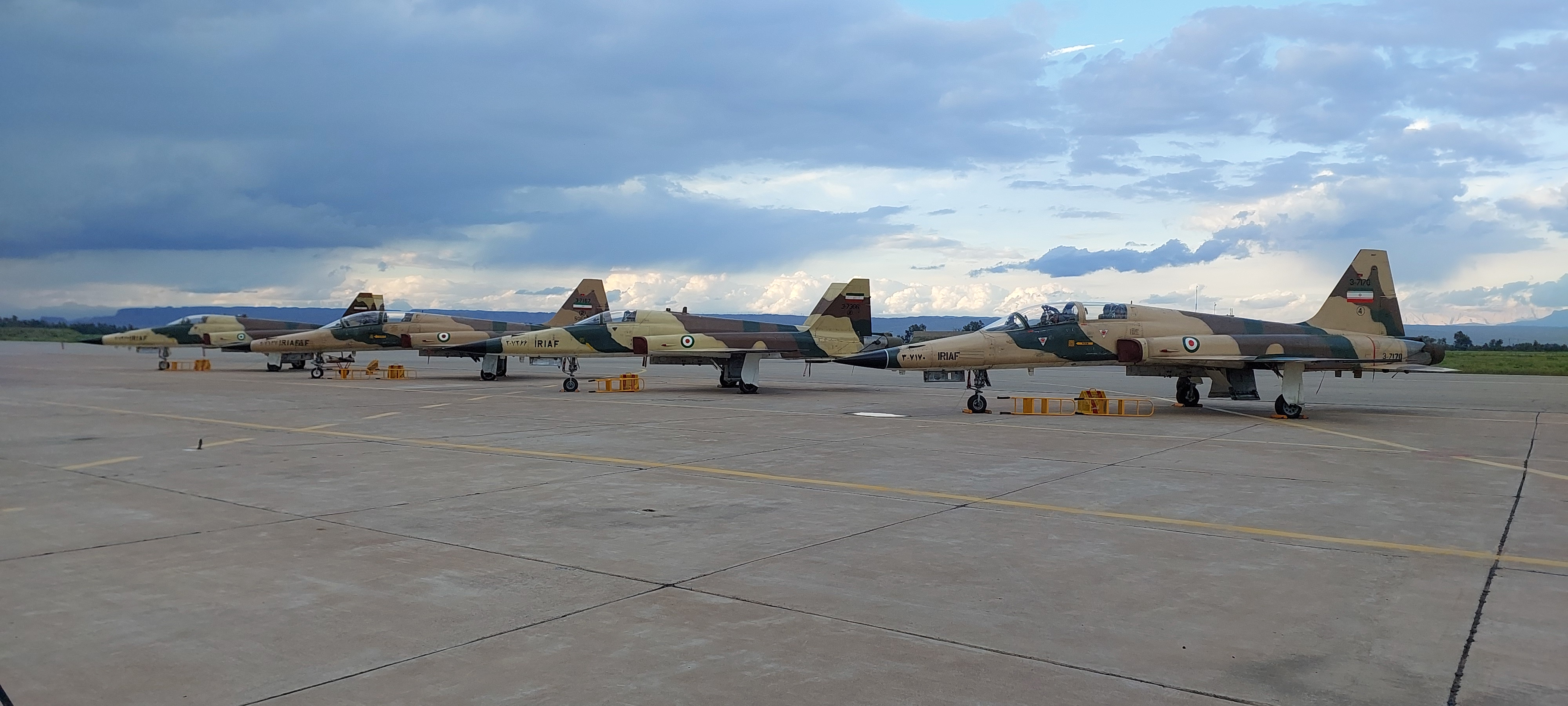
جنگنده های ساخت ایران بر پایه اف-۵ تایگر که در نمایشگاه نوروز ۱۴۰۲ پایگاه چهارم شکاری دزفول به نمایش گذاشته شده است.

کوثر جنگنده چندمنظوره ساخته شده در دو نوع دو سرنشینه و تک سرنشین است. رسانه‌های داخلی جمهوری اسلامی ایران، این جنگنده را به دلیل دارا بودن ابزارهای دیجیتال که در زمان ساخت اف-۵ آمریکایی وجود نداشته‌اند، نسخهٔ ارتقاءیافته و به‌روز شدهٔ جنگنده اف-۵ می‌دانند. در حالی که رسانه‌ها و کارشناس‌های بین‌المللی معتقدند که این جنگنده از نورثروپ اف-۵ تایگرنمونه‌برداری شده‌است. و نوعی مهندسی معکوس انجام شده‌است.

## ویژگی‌ها

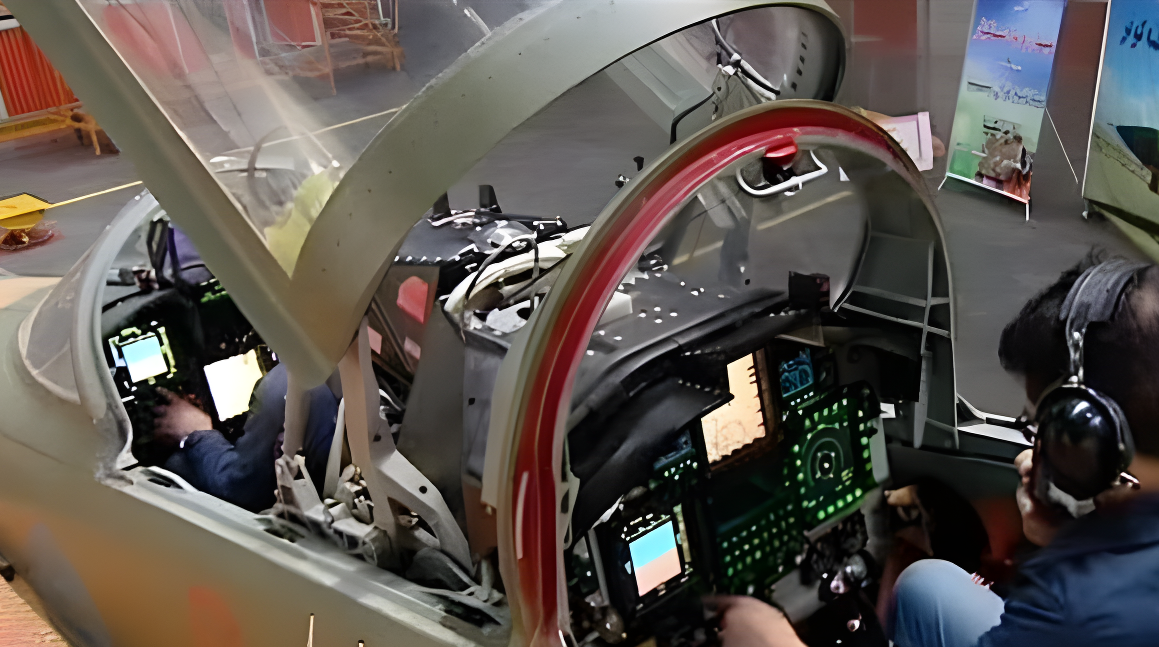
تصویری از کاکپیت شیشه ای کوثر

بر اساس ادعاهای رسانه‌های داخلی، بومی‌سازی سامانه‌های اویونیک و کنترل آتش با استفاده از شبکه‌های داده دیجیتال نظامی منطبق با نسل ۴، سامانه‌های مکانیکی و هیدرولیکی، بهره‌گیری از فناوری نمایشگرهای چندمنظورهٔ تمام دیجیتال و سامانه‌ی هاد، بهره‌گیری از رایانهٔ محاسبات بالستیک سلاح، بهره‌گیری از رادار چندمنظورهٔ با قابلیت پایش آتش جهت بالا بردن کشف اهداف و تهدیدات و بهره‌گیری از ناوبری دقیق به صورت رادیویی و مستقل و بهره‌گیری از فناوری ساعت رادیویی و سامانهٔ نقشهٔ متحرک هوشمند است. این ویژگی‌ها در جنگنده‌های اف-۵ که پیش از انقلاب اسلامی از آمریکا خریداری شده بودند، وجود نداشت.
کوثر در مقایسه با جنگنده اف-۵ دارای رادار بسیار قوی‌تر است. طبق گمانه زنی ها، کوثر از رادار گریفو ساخت شرکت لئوناردو بهره میبرد. طبق اطلاعات شرکت سازنده، این رادار دارای بردی حدود 150 کیلومتری است.
 

کوثر دارای هفت جایگاه نگهداری مهمات است و می‌تواند ۱۲ بمب ۲۵۰ کیلویی، یا چهار بمب ۵۰۰ کیلویی یا دو بمب ۱۰۰۰ کیلوگرمی را حمل کند. کوثر توان حمل حداکثر ۴ موشک هوا به هوا یا هوا به زمین را نیز دارد.

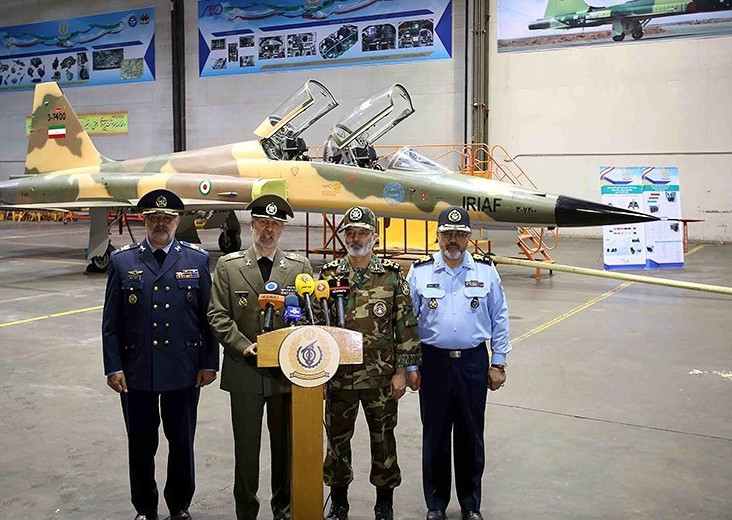
مراسم رونمایی از جنگنده کوثر

به گفته ایران اینترنشنال، دو جنگنده از سه فروند جنگنده کوثر که طی مراسمی رسمی در تاریخ پنجم تیرماه ۱۳۹۹ تحویل نیروی هوایی ارتش شده‌است از جمله اف-۵هایی می‌باشد که در دهه پنجاه به نیروی هوایی شاهنشاهی ایران تحویل شده‌اند و تنها ارتقا یافته‌اند، این شبکه گفت که با توجه به خوانا بودن شماره سریال دو جنگنده (۰۶۹۱–۷۵ و ۰۷۰۷–۷۵) و با بررسی اسناد و مدارک نیروی هوایی ایالات متحده، مشخص می‌شود که این شماره‌ها به اف-۵هایی تعلق دارد که در دهه پنجاه به نیروی هوایی شاهنشاهی ایران تحویل شده‌اند.

#### فرایند کند تولید

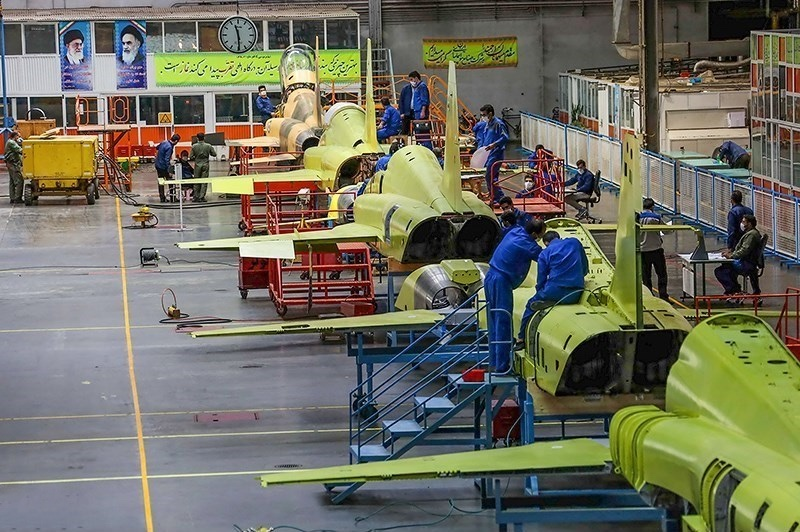
خط تولید جنگنده کوثر

سرتیپ عزیز نصیرزاده فرمانده وقت نیروی هوایی ارتش وعده داد که پس از تحویل اولین فروند، «۱۵ فروند در طول ۳ سال تولید خواهد شد»، اما تا سال ۱۴۰۰ گزارش تحویل فقط ۳ یا ۴ فروند منتشر شده‌است.

## تحلیل‌های کارشناسان نظامی بین‌المللی

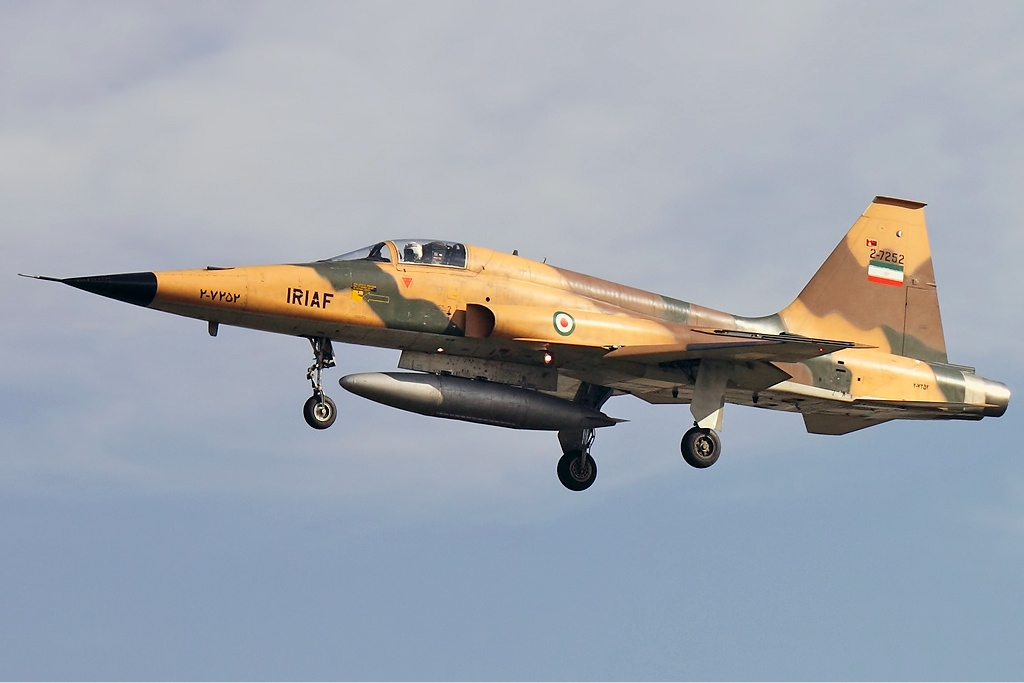
جنگنده نورثروپ اف-۵ متعلق به ارتش جمهوری اسلامی ایران (خریداری شده در دههٔ پنجاه شمسی از آمریکا).

به گزارش شبکه «سی‌ان‌بی‌سی» گروهی از کارشناسان نظامی بین‌المللی معتقدند که طراحی جنگنده کوثر همان طراحی جنگنده «اف-۵» است که در اوایل دهه ۱۹۷۰ میلادی ساخته شده بود. ایران در سال ۱۹۷۴ میلادی (پنج سال پیش از انقلاب سال ۱۳۵۷ شمسی) این هواپیمای نظامی را خریداری کرده بود.
کارشناسان این جنگنده را یک کپی‌برداری از یک هواپیمای قدیمی مربوط به دههٔ پنجاه میلادی در آمریکا دانسته‌اند و تلاش دائمی ایران برای معرفی جنگنده‌های بسیار قدیمی تحویل شده به نیروی هوایی شاهنشاهی را نقد کردند و آن را مشابه اقدام جمهوری اسلامی ایران در معرفی ماکت فایبرگلاس قاهر-۳۱۳ به جای جنگنده نسل پنجم دانستند.
کارشناسان بین‌المللی بر این نظر هستند که این هواپیما از لحاظ نظامی کارآمدی ندارد، اما برای آموزش خلبان‌ها می‌تواند مفید باشد.

## جنگنده‌های آموزشی قابل مقایسه
- بوئینگ تی-۷
- هانگدو جی‌ال-۱۰
- تی-۵۰ گلدن ایگل
- یاکوولف یاک-۱۳۰